# Oreopanax artocarpoides
Oreopanax artocarpoides är en araliaväxtart som beskrevs av Standl. Oreopanax artocarpoides ingår i släktet Oreopanax och familjen Araliaceae. Inga underarter finns listade.